# Свердлов, Яков Михайлович
Я́ков Миха́йлович Свердло́в (упоминается также с отчеством Моисе́евич, партийные псевдонимы: Андрей, Андрей Уральский, товарищ Андрей, Макс, Махровый, Михаил Пермяков, Михалыч, Смирнов и др.; 22 мая (3 июня) 1885, Нижний Новгород, Российская империя — 16 марта 1919, Москва, РСФСР) — российский революционер, советский политический и государственный деятель.
Профессиональный революционер-большевик, в общей сложности более 12 лет провёл в ссылках и тюрьмах. Член ЦК РСДРП(б) и РКП(б). Член редакции газеты «Правда» (1912). Во время революции 1905—1907 годов входил в руководство Екатеринбургского и Уральского комитетов РСДРП(б). Один из руководителей Октябрьской революции.
Председатель ВЦИК (формальный глава РСФСР) в ноябре 1917 — марте 1919 годов. В августе—сентябре 1918 года, после покушения на В. И. Ленина, являлся исполняющим обязанности председателя СНК РСФСР. Председатель комиссии, занимавшейся разработкой Конституции РСФСР 1918 года. Первый и единственный председатель Секретариата ЦК РКП(б).
Как председатель ВЦИК и член Оргбюро ЦК РКП(б), был одним из организаторов разгона Учредительного собрания, расказачивания, Красного террора. Приветствовал расстрел последнего российского императора Николая II; рядом современных историков рассматривается (наряду с В. И. Лениным) как один из руководителей большевистского правительства, давших санкцию на осуществление этого.
Умер во время эпидемии испанского гриппа.

## Биография

### Семья

Запись № 15, сделанная казённым раввином г. Нижнего Новгорода Б. И. Заходером в Метрической книге еврейского раввина г. Нижнего Новгорода за 1885 год с записью о рождении Якова-Аарона Свердлова 23 мая 1885 г. в Нижнем Новгороде «младенца мужского пола, наречено имя Яков-Аарон». Родители: мещанин Витебской губернии города Полоцка Моша Светлов (зачеркнуто и написано выше «Свердлов») и жена его Ита-Лея. Ниже приписка: «вместо „Светлов“ читать „Свердлов“. Исправлено согласно предписания Нижегородского губернского правления от 19 ноября 1893 г. за № 647. Раввин С. Я. Надельман». Обряд обрезания совершил Ицхок Подиско.

Родился 22 мая (3 июня) 1885 года в Нижнем Новгороде в еврейской семье мещан из г. Полоцка Витебской губернии.
Руководитель Комитета по делам архивов Нижегородской области Б. М. Пудалов в интервью «Российской газете», ссылаясь на хранящийся в Центральном архиве Нижегородской области документ «Метрическая книга еврейского раввина г. Нижнего Новгорода за 1885 год с записью о рождении Якова Михайловича (Моисеевича) Свердлова», заявил, что «метрическая запись о рождении Свердлова опровергает все нынешние версии о его имени: Янкель, Ешуа», поскольку «когда он родился, его записали под двойным именем Яков-Аарон»; а начальник отдела публикаций и использования документов Центрального архива Нижегородской области М. А. Дингес отметив, что первоначально в метрике была указана фамилия «Светлов», хотя затем слово было «зачеркнуто и к нему приписано „Свердлов“», добавил, что «из моего опыта работы с метрическими книгами знаю, что такие ошибки встречаются довольно часто».
Отец — Михаил (Моисей, Мовша) Израилевич Свердлов (ум. в 1921 г.) — был ремесленником-гравёром, а также владел печатной и типографской мастерскими ; мать — Елизавета (Ита-Лея) Соломоновна (ум. в 1900 г.) — домохозяйкой. В семье росло шестеро детей: две дочери (Софья и Сара) и четыре сына (Зиновий, Яков, Вениамин и Лев). После смерти жены (1900) Михаил Израилевич Свердлов принял православие и женился вторым браком на Марии Александровне Кормильцевой; в этом браке родилось ещё двое сыновей — Герман и Александр.

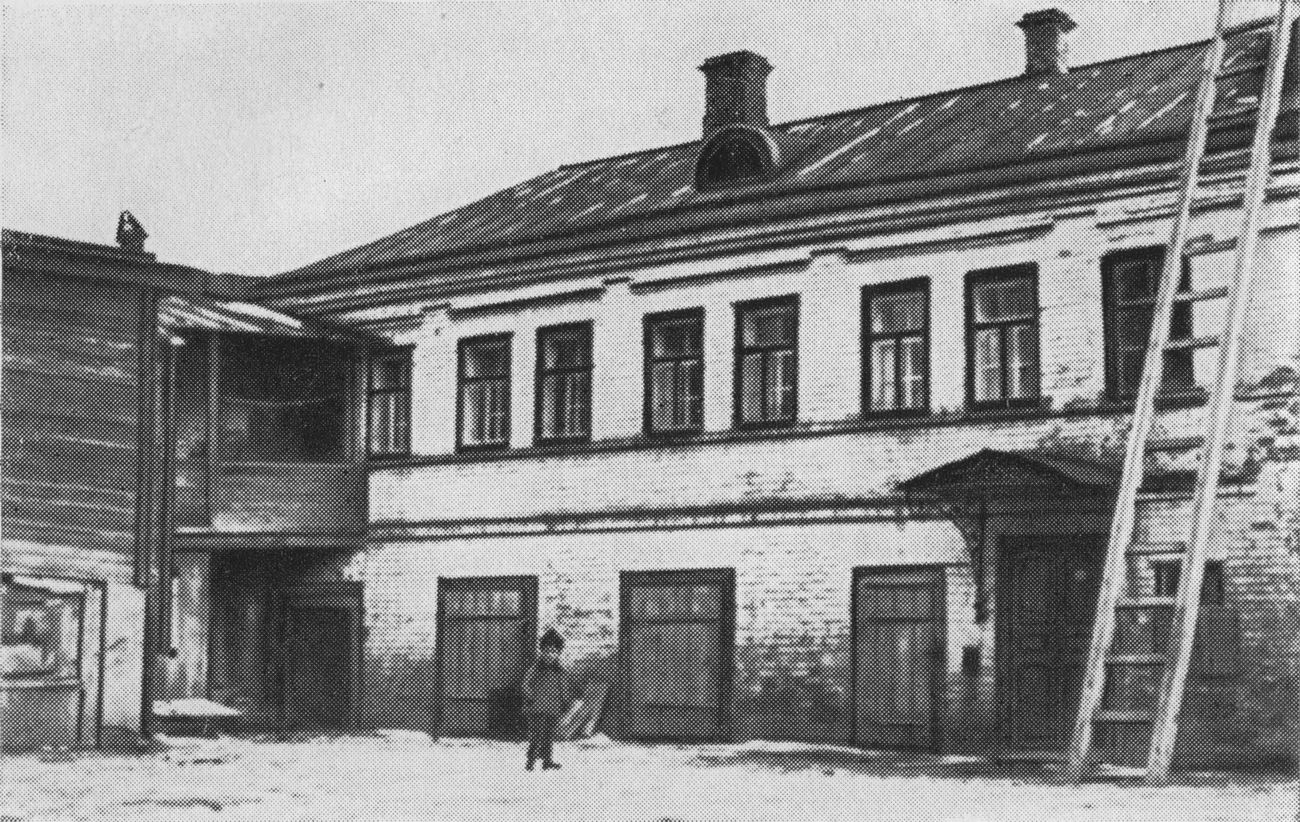
Дом в Нижнем Новгороде, где прошло детство Я. М. Свердлова

- Старший брат — Пешков, Зиновий Алексеевич (1884—1966), до крещения — Ешуа-Соломон (Золомон) Свердлов[18][19][20]. Крестник М. Горького, фактически усыновившего его. Эмигрировал во Францию, служил в Иностранном легионе. При отставке получил звание корпусного генерала. Кавалер ордена Почётного легиона. Состоял в дружеских отношениях с Шарлем де Голлем.
- Брат — Свердлов, Вениамин Михайлович (1887—1938). В 1938 году был расстрелян по приговору ВКВС как «троцкист».
- Брат — Свердлов, Лев Михайлович (1893—1914).
- Сёстры — Софья (Чарна Мовшевна; 1882—1951), в замуж. Авербах и Сарра (1890—1964), врач-педиатр, работала в Филатовской, а затем в Морозовской больницах.
- Братья от второго брака отца — Герман (1905—1984)[21][22] и Александр (1910—?), инженер.
- Первая жена — Екатерина (Каролина) Федоровна Шмидт (1879—?), дочь статского советника; также участвовала в революционном движении. Дочь от этого брака — Евгения Яковлевна Свердлова (1906—1986).
- Вторая жена — Свердлова (урожд. Новгородцева) Клавдия Тимофеевна (1876—1960). Псевдоним — Ольга Новгородцева. Хранительница «алмазного фонда Политбюро» (он был спрятан на её квартире. «Назначение его было такое, чтобы в случае потери власти обеспечить членам Политбюро средства для жизни и продолжения революционной деятельности»[23]. Автор книги воспоминаний о Якове Михайловиче Свердлове.
- Андрей Яковлевич Свердлов (1911—1969) — сын Свердловых Якова Михайловича и Клавдии Тимофеевны. Дважды — в 1935 и 1937 годах — арестовывался органами НКВД за «антисоветские» высказывания в кругу молодёжи, что не помешало ему в дальнейшем служить в центральном аппарате НКГБ и МГБ СССР. В октябре 1951 года полковник А. Я. Свердлов был арестован в третий раз, однако под суд не попал из-за смерти Сталина[24].
- Дочь Свердловых Якова Михайловича и Клавдии Тимофеевны — Вера Яковлевна Свердлова (1913—после 1982[25][26]), в замужестве — Масленникова.
- Ида Авербах — племянница Якова Свердлова. Была замужем за Г. Ягодой.
- Леопольд Авербах — племянник Я. Свердлова.

Нередким гостем семьи Свердловых был живший в те годы в Нижнем Новгороде Максим Горький. Один из друзей детства Якова — Володя Лубоцкий (В. М. Загорский).

### Детство, отрочество и юность
Окончил четыре класса Нижегородской мужской гимназии. Хотя Свердлов прилежно учился и решением педагогического совета был переведён в пятый учебный класс, однако смерть матери, произошедшая во время летних каникул 1900 года, и ухудшение материального положения семьи заставили отца забрать из гимназии всех троих своих сыновей, которые стали работать. В том же году стал учеником аптекаря.
Свердлов «увлекался такими авторами, как Степняк-Кравчинский, Войнич, Джованьоли».
Руководитель Комитета по делам архивов Нижегородской области Б. М. Пудалов в интервью «Российской газете» отметил следующее:

Сохранился кондуит, то есть журнал провинностей гимназистов. Из него следует, что Яков — самый обычный мальчик из ремесленной семьи. С хорошими способностями, в первую очередь — к математике. Учился хорошо. И, кстати, его очень уважал как ученика преподаватель математики знаменитый Адрианов — дед нашего поэта Юрия Адрианова. У Якова Свердлова были дружеские отношения с одноклассником Мстиславом Даниловым как раз на почве любви к русской классике. Они оба очень хорошо знали поэзию Некрасова. […] В кондуите записывались проступки гимназистов. За Яковом ничего, кроме совершенно мелких школьных провинностей, не числилось. Например, когда в класс вошёл учитель, Свердлов, вставая, стукнул откидной крышкой парты. Один раз он вместе со своим соседом по парте, будущим известным советским учёным, доктором исторических наук Николаем Георгиевичем Бережковым заигрался в снежки и опоздал на урок.
Уже в юности был известным подпольщиком в Нижнем Новгороде. При этом, в хранящихся в Центральном архиве Нижегородской области фондах документов канцелярии нижегородского полицмейстера и местного полицейского управления, а также всех участков, не содержится никаких данных о том, что сам Свердлов, или же кто-то из его братьев, проходили по каким-либо уголовным делам, включая воровство.

### 1901—1917

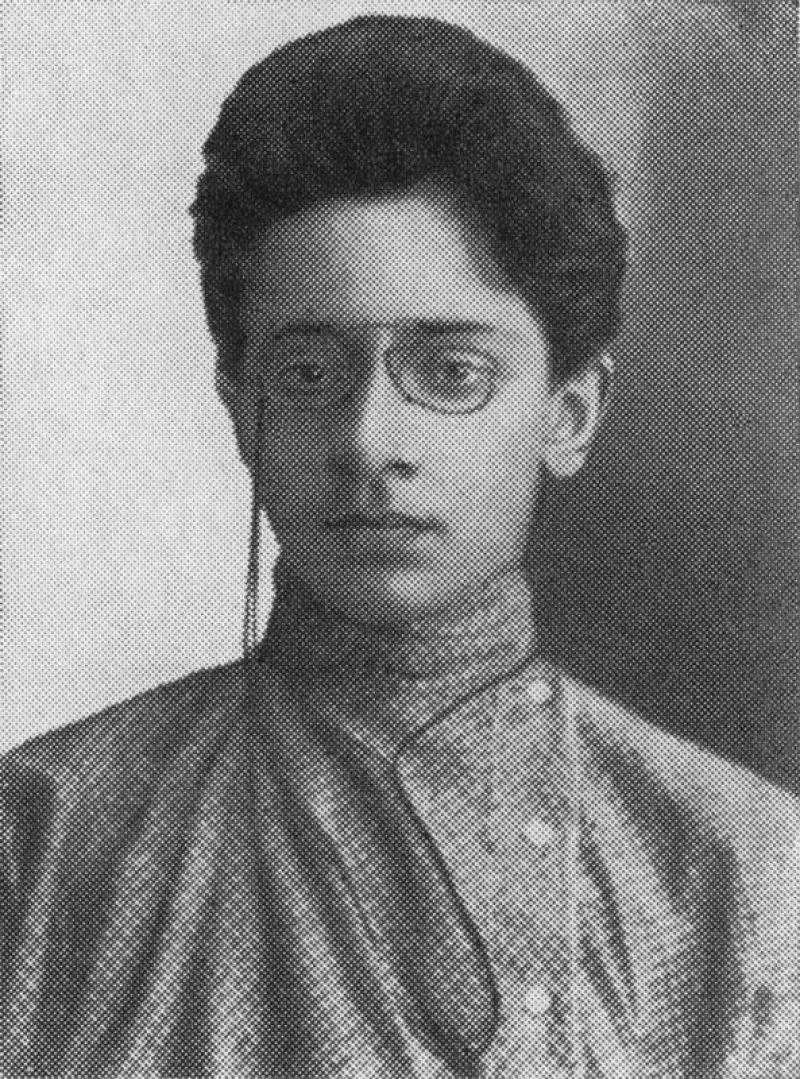
Яков Свердлов, 1904 год

С 1901 года в рядах РСДРП. После раскола на II съезде РСДРП в 1903 году стал большевиком и профессиональным революционером, вёл агитацию в Костроме, Казани, Екатеринбурге, Перми выдвинулся в руководители Екатеринбургского и Уральского комитетов РСДРП.
В 1901 году был арестован за то, что участвовал в демонстрации протеста, состоявшейся из-за высылки Максима Горького из Нижнего Новгорода.
В сентябре 1905 года был направлен на Урал в качестве представителя-агента ЦК.
Организовал актив из опытных подпольщиков. Среди них были Н. Н. Батурин (преподаватель рабочего университета), Н. Е. Вилонов (Михаил Заводской), С. А. Черепанов, Мария Авейде, Н. И. Камаганцев (Кузьма), Ф. Ф. Сыромолотов (начальник боевой дружины), А. Е. Минкин (Марк) и ряд других.
В 1905 году организовывал революционные выступления масс в Екатеринбурге и обучался практике боевых дел у дружинников Э. С. Кадомцева, организовавшего боевые дружины большевиков на Урале, привёз дружинников Кадомцева в революционный Петербург, где они организовали боевые дружины рабочих, что послужило расширению известности Свердлова как практичного руководителя масс.
В октябре 1905 года создал и возглавил Екатеринбургский Совет рабочих депутатов.
С 1906 года Свердлов в Перми, где находился крупнейший на Урале Мотовилихинский пушечный завод.
Неоднократно арестовывался и приговаривался к содержанию в тюрьме и ссылке, в тюрьмах занимался самообразованием.
С 10 июня 1906 г. по сентябрь 1909 г. Свердлов сидел в тюрьмах Урала — в Пермской губернской тюрьме, Нижнетуринском Николаевском исправительном арестантском отделении, Екатеринбургской тюрьме. Были арестованы также его соратники и жена. 19 декабря 1909 г. Свердлова снова арестовали в Москве, когда он в качестве агента ЦК проводил ревизию местной окружной организации РСДРП(б). 31 марта 1910 г. он был выслан в Нарымский край на 3 года, откуда бежал, не пробыв и четырёх месяцев.
В 1910 г. бежал из Нарымской ссылки в Петербург и, пока И. Сталин находился на Краковском совещании, был редактором газеты «Правда». Вступил в активную переписку с Лениным и был кооптирован в Русское бюро ЦК РСДРП.

### Председатель Всероссийского ЦИК

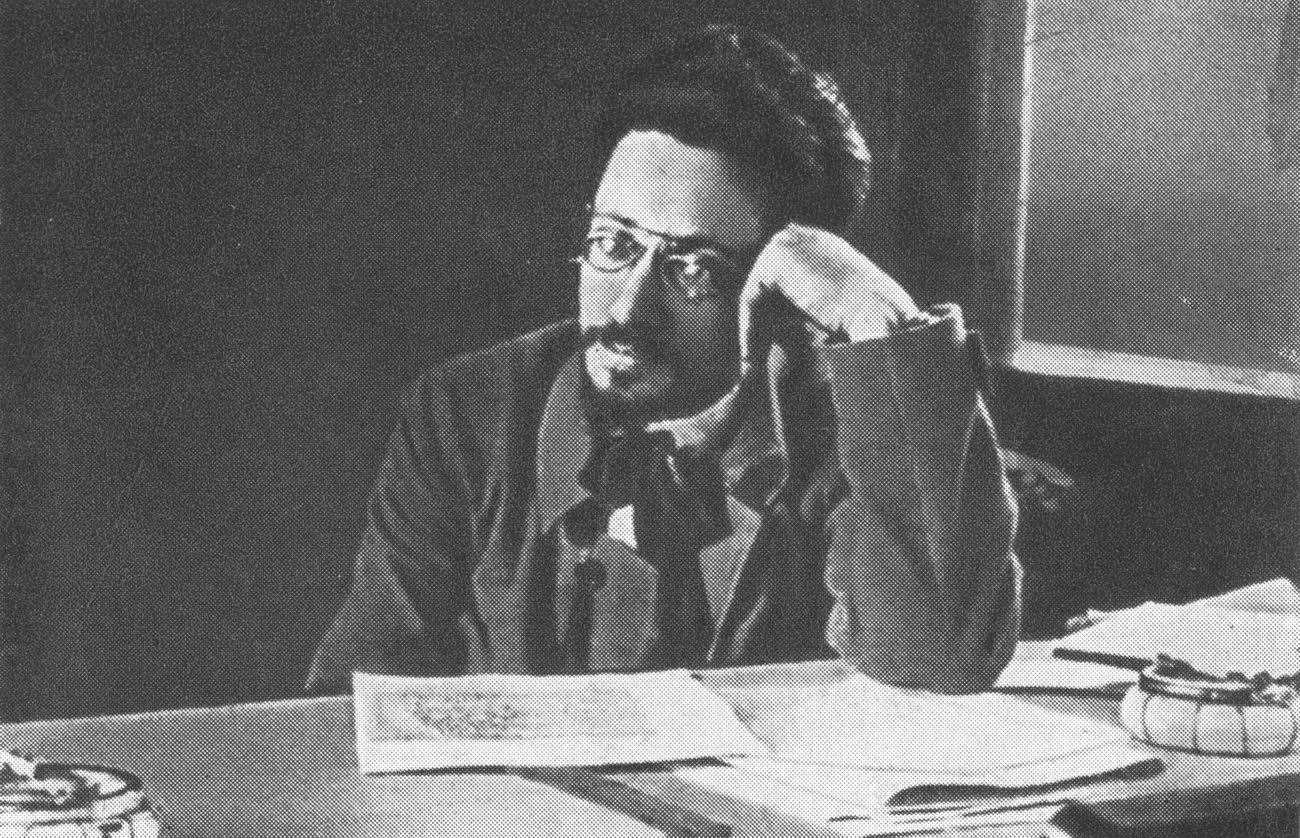
Я. М. Свердлов в вагоне поезда во время поездки на фронт. Осень 1918 года

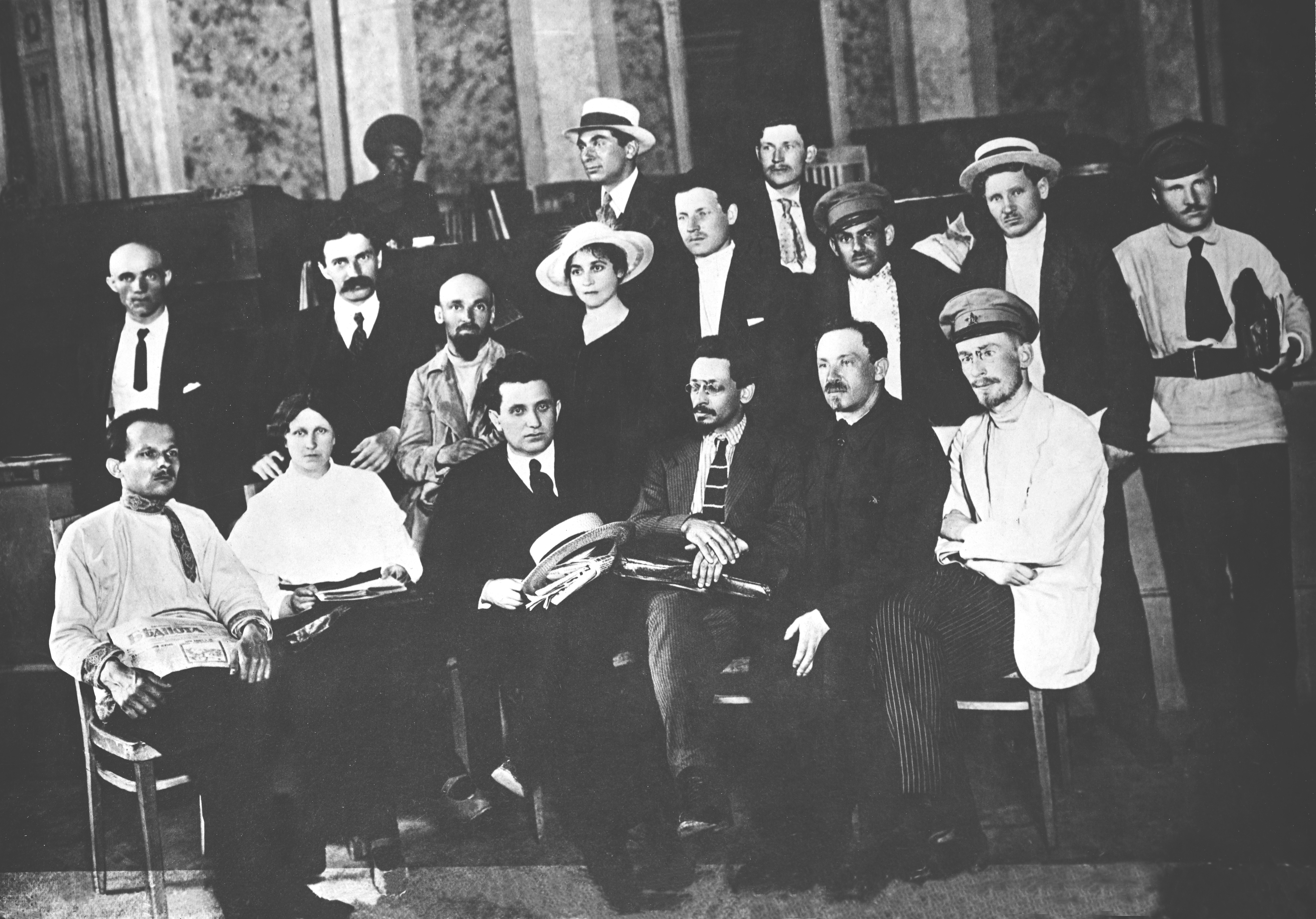
Свердлов и Зиновьев на V Всероссийском съезде Советов

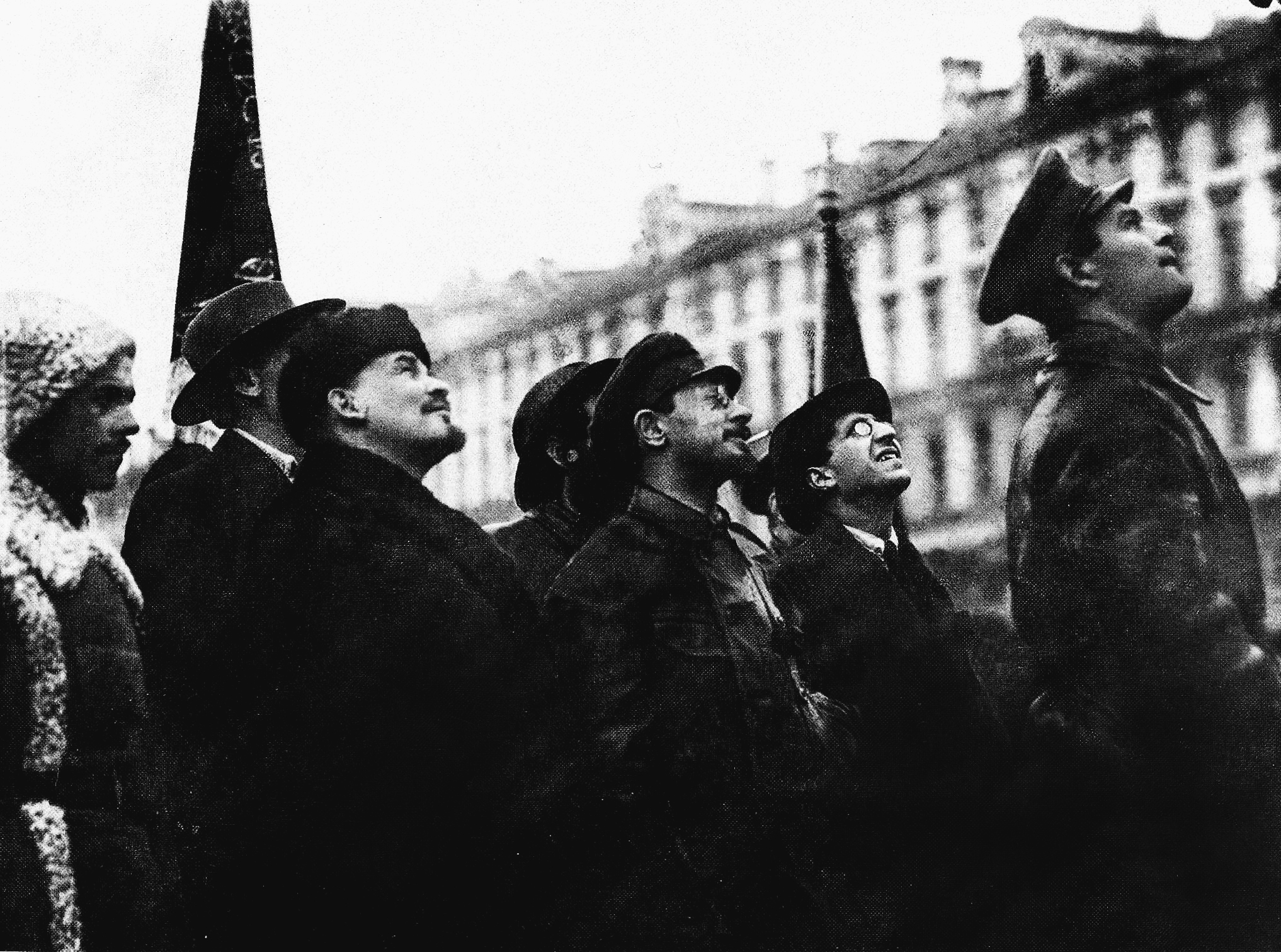
Свердлов, Ленин и В. А. Аванесов на открытии памятника Карлу Марксу в 1918 году

### Смерть

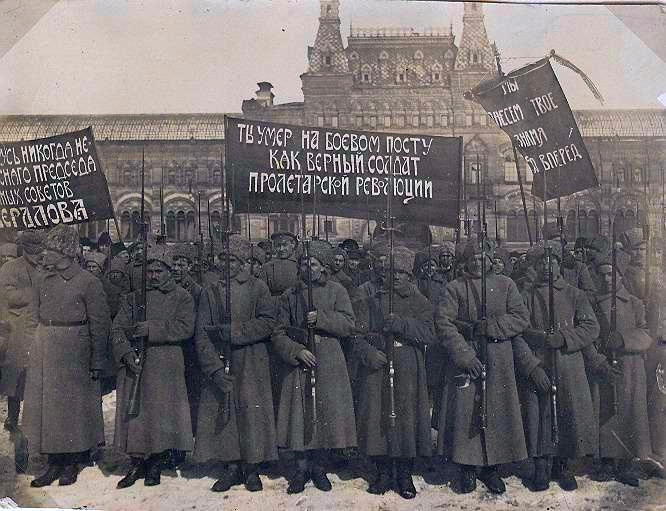
Похороны Свердлова
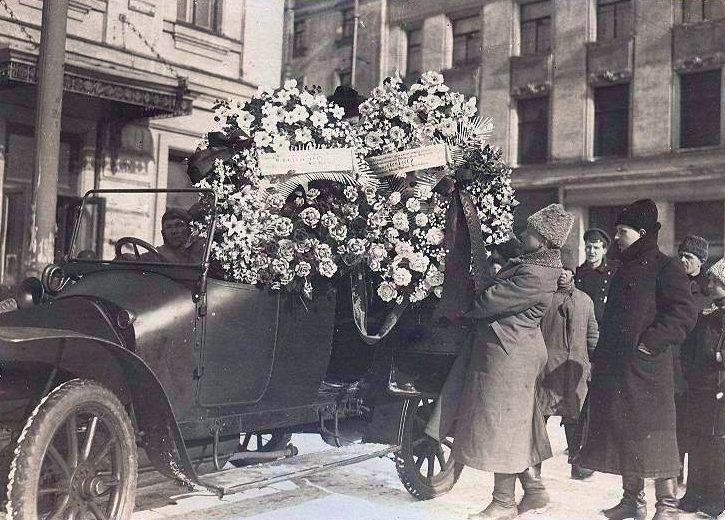
Похороны Свердлова

## Память о Свердлове

Мемориальная доска в честь присвоения Екатеринбургу имени Я. М. Свердлова